# Ludwig Adolf Wilhelm von Lützow
Adolf von Lützow, Adolf Luetzow (ur. 18 maja 1782 w Berlinie, zm. 6 grudnia 1834 tamże) – baron pruski, oficer, uczestnik wojen napoleońskich i bohater narodowy Prus i Niemiec. Organizator i dowódca Korpusu Lützowa.

## Życiorys
Ludwig Adolf Wilhelm Freiherr von Lützow był oficerem pruskim, generałem, działaczem patriotycznym, uczestnikiem bitwy pod Auerstedt, dowódcą korpusu ochotników w wojnie napoleońskiej. Najsłynniejszy z niemieckich bohaterów wojny napoleońskiej. W związku z odezwą Fryderyka Wilhelma III wzywającą do wstępowania w szeregi „freikorpsów”, w rejonie Sobótki i Rogowa, 3 lutego 1813 rozpoczął formowanie korpusu ochotników do walki z armią napoleońską, złożonego w większości z młodzieży akademickiej. Korpus pod jego dowództwem 27 marca 1813 roku wyruszył z Rogowa Sobóckiego i rozpoczął podjazdową walkę z Francuzami, parokrotnie odznaczając się w walkach z Napoleonem. Dowodząc korpusem von Lützow wsławił się prowadzeniem umiejętnej walki podjazdowej oraz sprawnym manewrowaniem. W czerwcu 1813 oddział został zdziesiątkowany, a jego niedobitków wcielono w szeregi regularnego wojska. Lützow i jego podkomendni przeszli jednak do historii, zyskując trwałe miejsce wśród niemieckich tradycji patriotycznych i niepodległościowych. Barwy korpusu – czarne mundury z czerwonymi wypustkami i złotymi guzikami – to barwy na fladze Niemiec.